# Раймунд Ажильский

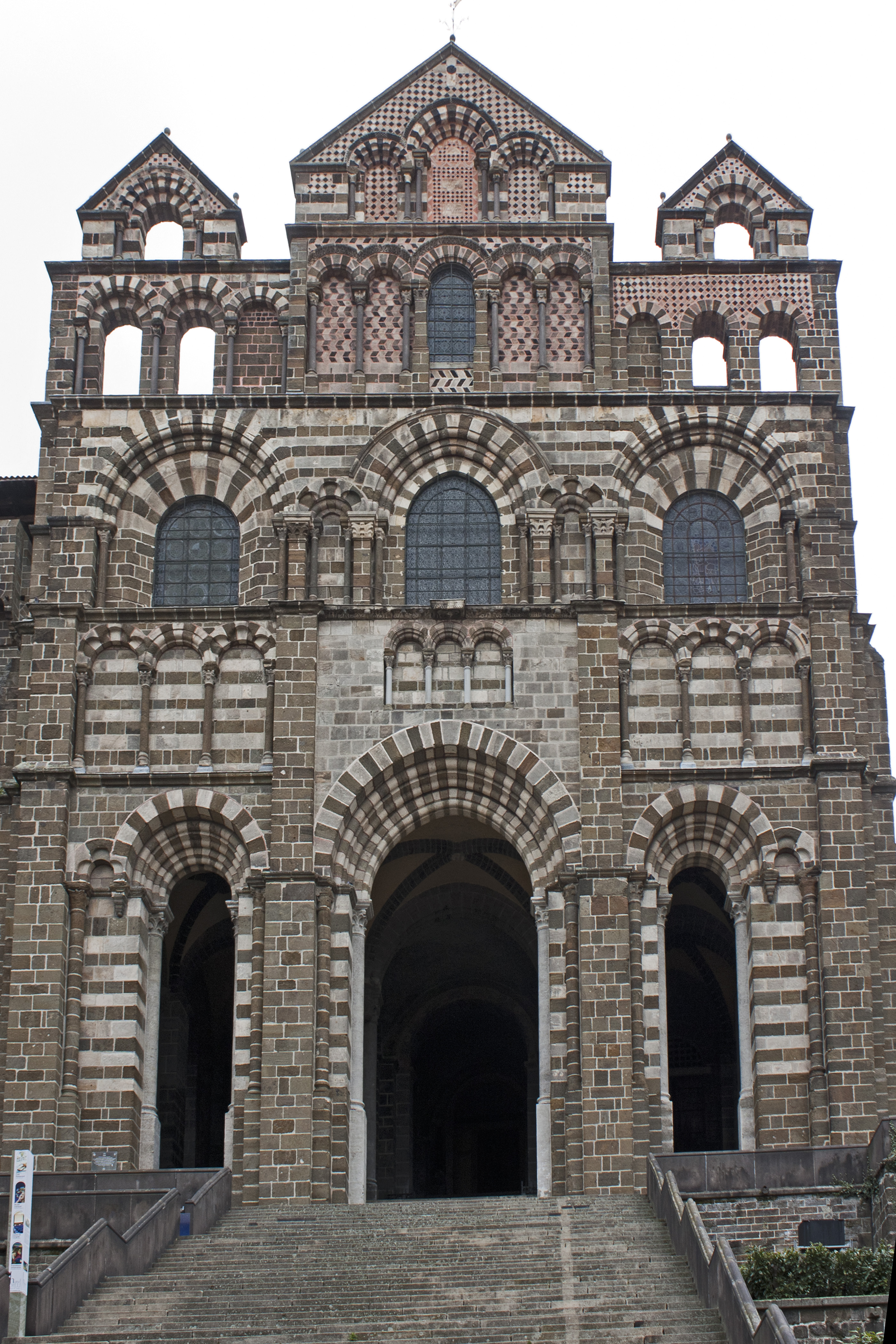
Фасад собора Нотр-Дам-дю-Пюи-ан-Веле, оформленный в восточном стиле, XI—XII вв.

Раймунд Ажильский или Агилерский, он же Раймунд из Пюи (фр. Raymond d’Aguilers, лат. Raimundus de Aguilers или Raimundus Agilaeus; после 1099 или 1100) — французский хронист, монах-бенедиктинец, один из летописцев Первого крестового похода (1096—1099), во время которого являлся капелланом Раймунда IV Тулузского, лидера провансальской армии крестоносцев. Его хроника, озаглавленная «История франков, завоевавших Иерусалим» (лат. Historia Francorum qui ceperunt Jerusalem), заканчивается событиями, последовавшими сразу после завоевания Святой земли.

## Жизнь и труды

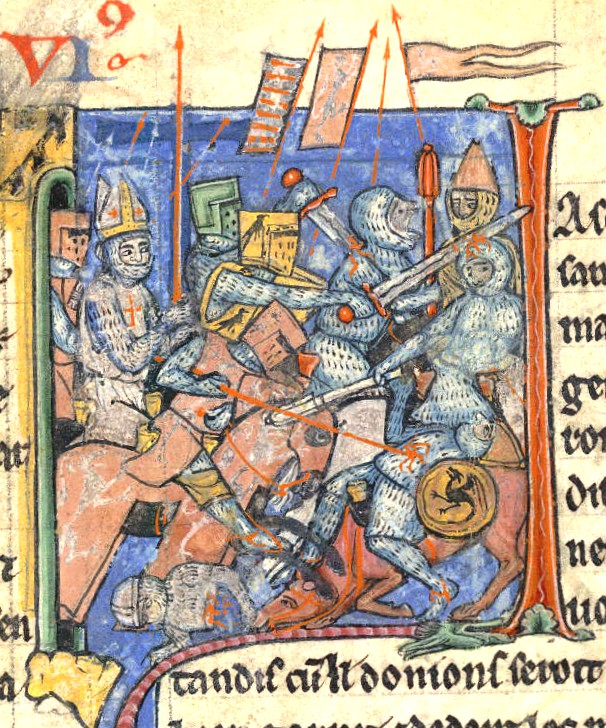
Адемар Монтейльский в митре (слева), несущий в походе Святое копьё. Миниатюра из рукописи хроники Гийома Тирского, сер. XIII в. Британская библиотека

Биографические сведения крайне скудны, возможно, родился в середине XI века в Ажиле близ Ле-Пюи-ан-Веле в Оверни (совр. департамент Верхняя Луара) и по происхождению был окситанцем. Получил духовное образование в бенедиктинском аббатстве Святой Марии Магдалины в Везле (Бургундия). В начале Первого крестового похода входил в окружение папского легата Адемара Монтейльского, епархии которого подчинён был собор Ле Пюи, где сам он служил каноником. Как сообщает он в предисловии к своей «Истории франков, завоевавших Иерусалим», изначально она писалась совместно с провансальским рыцарем Понсом Баладунским, погибшим весной 1099 года под Аркой, после чего он продолжил её сам, закончив, безусловно, после окончания первого похода, не ранее чем умер граф Раймунд IV (1105). Следы самого Раймунда также теряются после битвы при Аскалоне (1099), но не вызывает сомнений, что он дожил до начала XII века. 
Как очевидец событий и участник Первого крестового похода, Раймунд является одним из важнейших его летописцев. Однако из-за того, что он пространно описывает видения и чудеса, как, например, явления душ убитых рыцарей выжившим крестоносцам, или обнаружение Святого копья Пьером Бартелеми, некоторые современные историки ценят его труд не слишком высоко. Известный палеограф и источниковед, профессор Национальной школы хартий Огюст Молине, к примеру, в 1902 году писал, что как историк Раймунд «пристрастен, легковерен, невежественен и предвзят», и его «можно использовать лишь при условии строгой критики».
Однако рассказ Раймунда об осаде Антиохии (1097—1098), по сути, является единственным полным и достоверным описанием этого события пером очевидца. Известно, что во время вылазки под Антиохией 28 июня 1098 года он лично возглавил колонну крестовых воинов, неся в руках Святое копьё, найденное незадолго до этого Пьером Бартелеми. Кроме того, он не забывает сообщить об ошибках и просчётах и графа Раймунда IV, и епископа Адемара, опираясь на собственные заметки, делавшиеся во время похода.
Подобно многим религиозно экзальтированным крестоносцам, Раймунд испытывал во время похода некоторые сомнения по поводу истинных мотивов этого мероприятия, что и заставило его написать его историю. По его собственным словам, «История франков» создавалась им для того, чтобы проинформировать епископа Вивье и всё население его епархии об истинных событиях крестового похода, а также для пресечения ложных слухов, распространяемых несколькими дезертирами и предателями. Однако другие историки утверждают, что реальными целями хрониста было желание рассеять недоверие современников к описываемому им «чуду Святого копья», в фабрикации которого он принимал личное участие, а также намерение превознести Раймунда IV Тулузского. Будучи ответственным за духовную жизнь графа, Раймунд пытался завоевать у него авторитет, изобразив своего сеньора святым. Этим, видимо, объясняется и то, почему во время осады Антиохии основное внимание он уделяет обстоятельствам обнаружения Святого копья, вместо того, чтобы, подобно «Gesta Francorum», сосредоточиться на описании двух святых, традиционно помогающих крестовым воинам в битвах. Возможно, что на эсхатологические мотивы в его рассказе повлияло знакомство со знаменитой «Библией Ле Пюи».
Однако, невзирая на весь свой религиозный мистицизм и провансальский патриотизм, Раймунд довольно реалистичен в описаниях повседневных событий, обстоятельно описывая не только местности и города, через которые проходили крестоносцы, «дабы те, кто не видел этих мест, лучше поняли битвы и приступы, которые там происходили». Не хуже заправского рыцаря излагает он и ход военных действий, которые наблюдал вблизи и, будучи весьма наблюдательным, отмечает особенности тактики неприятеля, точно оценивая результаты той или иной схватки и набрасывая выразительные картины захвата того или иного города. «В храме Соломоновом и в его портике, — бесстрастно сообщает он, — передвигались на конях в крови, доходившей до колен всадника и до уздечки коней. По справедливому божьему правосудию то самое место истекало кровью тех, чьи богохульства оно же столь долго переносило…» Всецело поглощенный божественным, он обнаруживает, тем не менее, заметное пристрастие к финансовой стороне предприятия, скрупулезно сообщая о путевых расходах, о ценах на провиант, которые воинам приходилось закупать в дороге, о конъюнктуре восточных рынков, не забывая сообщить не только о захваченной в городах добыче, но и известных ему фактах подкупа рыцарей сеньорами-предводителями.
«История франков» Раймунда Ажильского сохранилась в шести рукописях. Латинский её текст был впервые опубликован в 1611 году Жаком Бонгаром в Ганновере в «Деяниях Бога через франков» (лат. Gesta Dei per Francos, I, pp. 139–183), а в 1866 году переиздан в Париже в 3-м томе «Собрания историков крестовых походов» (фр. Recueil des historiens des croisades, pp. 235–309). В начале XIX века она была переведена с латыни на современный французский язык известным историком-медиевистом Франсуа Гизо и в 1824 году опубликована им в «Записках по истории Франции» (фр. Memoires sur l’histoire de France, XXI, pp. 227–397). Новейший комментированный перевод на английский язык опубликован в 1968 году в Филадельфии Джоном Хью и Лоритой Л. Хилл.

## Издания
- Раймунд Ажильский. История франков, которые взяли Иерусалим / Пер. М. А. Заборова. — М.: Директ-Медиа, 2009. — 24 с. — ISBN 978-5-9989-0694-7.

- Raimundi de Aguilers, Canonici Podiensis Historia francorum qui ceperunt Iherusalem, dans Recueil des historiens des croisades // Historiens occidentaux. — Tome 3. — Paris: Imprimerie impériale, 1866. — pp. 231–310.
- Raymond d’Aguilers. Historia Francorum qui ceperunt Iherusalem. Transl. by John Hugh Hill, Laurita L. Hill. — Philadelphia: American Philosophical Society, 1968.
- Le "Liber" de Raymond d'Aguilers, publié par John Hugh et Laurita L. Hill. Introduction et notes traduites par Philippe Wolff. — Paris: Geuthner, 1969. — 165 p. — (Documents relatifs à l'histoire des croisades, 9).